# Palaquium eriocalyx
Palaquium eriocalyx är en tvåhjärtbladig växtart som beskrevs av Herman Johannes Lam. Palaquium eriocalyx ingår i släktet Palaquium och familjen Sapotaceae. Inga underarter finns listade i Catalogue of Life.